# Ténée
Ténée, en grec ancien : Τενέα / Tenéa, est une ancienne cité des Corinthiens, construite dans la zone où se trouve désormais le village de Chiliomódi, situé dans le Péloponnèse, en Grèce. 
Ténée est établie à environ 15 km au sud-est de Corinthe et 20 km au nord-est de Mycènes. Le nom de Ténée fait référence à Ténédos, la ville natale des fondateurs, dont l'éponyme mythologique était le héros Ténès. Selon la légende, les premiers habitants de Ténée sont des captifs troyens qui sont autorisés par Agamemnon à construire une nouvelle ville. Selon Virgile dans l'Énéide, Ténée et Rome sont les deux villes fondées par des fugitifs troyens après la guerre de Troie. Pausanias mentionne qu'il existait à Ténée un sanctuaire d'Ilithyie tandis que Strabon mentionne qu'à Ténée il y avait aussi un sanctuaire dédié à Apollon. 
La célèbre statue appelée Kouros de Ténéa, du VIe siècle av. J.-C., a été trouvée à Ténée. Elle est conservée à la glyptothèque de Munich.